# Euclystis mnyra
Euclystis mnyra är en fjärilsart som beskrevs av William Schaus 1921. Euclystis mnyra ingår i släktet Euclystis och familjen nattflyn. Inga underarter finns listade i Catalogue of Life.